# (200135) 1997 WO14
(200135) 1997 WO14 es un asteroide perteneciente al cinturón de asteroides, descubierto el 22 de noviembre de 1997 por el equipo del Spacewatch desde el Observatorio Nacional de Kitt Peak, Arizona, Estados Unidos.

## Designación y nombre
Designado provisionalmente como 1997 WO14.

## Características orbitales
1997 WO14 está situado a una distancia media del Sol de 2,329 ua, pudiendo alejarse hasta 2,679 ua y acercarse hasta 1,980 ua. Su excentricidad es 0,150 y la inclinación orbital 4,307 grados. Emplea 1298,95 días en completar una órbita alrededor del Sol.

## Características físicas
La magnitud absoluta de 1997 WO14 es 17,3.